# Pignoletto
Il Pignoletto è un vitigno  tipico della provincia di Bologna, prodotto storicamente nei colli bolognesi, in particolare nelle fasce collinari dei comuni di Valsamoggia (località Monteveglio, Bazzano, Castello di Serravalle, Savigno, Crespellano), Monte S.Pietro, Zola Predosa, Sasso Marconi, Marzabotto, Casalecchio di Reno, Bologna, San Lazzaro di Savena, Pianoro e Monterenzio e nelle zone contigue della fascia collinare.
Più recentemente, la produzione ha avuto una certa espansione nelle fasce pedemontane o di pianura e in altre zone dell'Emilia.

## Storia
Molti attribuiscono il nome ad un vino chiamato "Pinum Laetum" ("Pino Lieto"), che sarebbe stato descritto, da Plinio il Vecchio (I secolo d.C.) nella sua Naturalis Historia, come "non dolce abbastanza per essere buono" e quindi non particolarmente apprezzato dagli antichi romani che amavano il vino molto dolce, tuttavia non sembra esserci alcun riscontro di tale dizione nell'opera dello scrittore latino. Per altri deriva dalla tipica forma del grappolo, simile ad una piccola pigna.
Vincenzo Tanara, nel suo trattato "Economia del Cittadino in Villa" del 1674, fa cenno ad "Uve Pignole", coltivate nelle colline della provincia bolognese, ritenendole poco adatte alla produzione di vino.

## Ampelografia
Fino a pochi anni or sono il Pignoletto era comunemente considerato vitigno autoctono ma recenti analisi del DNA hanno rivelato caratteri genetici sostanzialmente identici al Grechetto Gentile: in precedenza veniva erroneamente ritenuto una variante del Pinot Bianco o del Riesling Italico.
Germoglio:
Tralcio:
Foglia:
Fiore:
Grappolo: di medie dimensioni
Acino: medio-grande, di forma ovale, ricco di pruina, con buccia spessa, di colore giallastro tendente al verde che vira all'oro avanzando con la maturazione.
Tralcio legnoso:

## Vini ricavati
DOCG
- Colli Bolognesi Classico Pignoletto

DOC
- Reno Pignoletto
- Colli d'Imola Pignoletto
- Modena